# 鲍勃·麦克唐纳 (草地滚球运动员)
鲍勃·麦克唐纳（英語：Bob McDonald，1933年4月21日—2006年2月22日），新西兰男子草地滚球运动员。他曾代表新西兰参加1962年、1970年和1974年英联邦运动会草地滚球比赛，获得一枚金牌、一枚银牌和一枚铜牌。